# Eckartsreuth (Kirchenpingarten)
Eckartsreuth ist ein Gemeindeteil der Gemeinde Kirchenpingarten im Landkreis Bayreuth (Oberfranken, Bayern). Eckartsreuth liegt in der Gemarkung Kirchenpingarten.

## Geografie
Das Dorf liegt auf freier Flur an einem namenlosen linken Zufluss des Heinersbachs. Im Nordosten steigt das Gelände zum Schieferberg an (722 m ü. NHN). Eine Gemeindeverbindungsstraße führt zur Staatsstraße 2177 bei Kirchenpingarten (0,7 km südlich) bzw. nach Muckenreuth (1,2 km nördlich).

## Geschichte
Der Ort wurde im Jahr 1378 als „Ekhartsreut“ erstmals urkundlich erwähnt. Er gehörte damals den Herren von Weidenberg.
Eckartsreuth lag im Fraischbezirk des oberpfälzischen Landrichteramtes Waldeck-Kemnath. Die Grundherrschaft übte ursprünglich das Rittergut Weidenberg, Unteres Schloss und das Rittergut Weidenberg, Oberes Schloss aus, beides Markgräfliche Lehen. 1606 waren dies drei Anwesen (1 Hof, 1 Sölde, 1 Hirtenhaus) des Unteren Schlosses und drei Anwesen (2 Höfe, 1 Gut des Oberen Schlosses. 1745 wurden beide Rittergüter vom Fürstentum Bayreuth gekauft, die in der Oberpfalz liegenden Orte wurden zeitgleich an das Rittergut Reislas abgegeben. Der ehemals unterschlössische Grundbesitz bestand aus zwei Anwesen (Baumgartenhaus zu 3⁄4 Hoffuß), Neugut zu 1⁄10) und einem Inwohner, der oberschlössische Grundbesitz aus sechs Anwesen (Ackerhaus mit 1⁄2 Hoffuß, Bachbauer, Lorenzenbauer, Painthaus je 1⁄4, Wasserbauer mit 9⁄32, Schmiedhaus mit 3⁄32) und einem Hirtenhäusel mit Inwohner. Daneben gab es noch fünf Anwesen der sogenannten Bartl Reißischen Untertanen (Schermhaus, Brunnengut, Hammerhaus mit je 1⁄4 Hoffuß, Weixlhaus mit 1⁄10 und 1⁄64, Schulgütel mit 1⁄16) und zwei Inwohner. Der Gutsherrschaft Tressau unterstanden sechs Anwesen (Gusengut, Schustergütel, Wirtsgeorgengut, Bachgut, Weihergut mit je 3⁄8 Hoffuß) und zwei Inwohner.
Mit dem Gemeindeedikt wurde Eckartsreuth dem 1808 gebildeten Steuerdistrikt Kirchenpingarten und der 1818 gebildeten Ruralgemeinde Kirchenpingarten zugewiesen.